# Marcellin Desboutin et ses amis au musée du Louvre devant une fresque de Botticelli

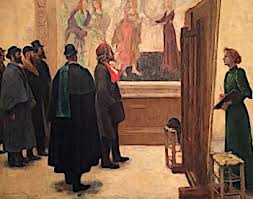
Marcellin Desboutin et ses amis au musée du Louvre devant une fresque de Botticelli

Marcellin Desboutin et ses amis au musée du Louvre devant une fresque de Botticelli ("Marcellin Desboutin en zijn vrienden in het Louvre voor een fresco van Botticelli") is een olieverfschilderij van de Franse schilder Norbert Goeneutte uit 1892. Het werk behoort tot de collectie van het Musée Anne-de-Beaujeu in Moulins.

## Beschrijving
Het gaat om een olieverfschilderij op doek met een hoogte van 69,3 cm en een breedte van 89 cm.
Links is een groep mannelijke kunstenaars en kunstkenners afgebeeld voor het fresco Venus en de drie Gratiën die geschenken aanbieden aan een jong meisje van Sandro Botticelli. Rechts is een vrouwelijke kunstenaar afgebeeld die bezig is het werk van Sandro Botticelli te kopiëren op een groot schildersdoek. Door het doek wordt ze gescheiden van de mannelijke kunstkenners, die haar aanwezigheid ook niet lijken op te merken. Zo is het schilderij van Goeneutte een afspiegeling van de uitsluiting van vrouwelijke kunstenaars door hun mannelijke collega's in het Frankrijk van de late negentiende eeuw. Het werk weerspiegelt al of niet bewust ook het beeld dat leefde in die tijd dat vrouwelijke schilders niet meer waren dan kopiisten die het mannelijk genie ontbeerden.
In 1882 verwierf het Louvre twee fresco's van Botticelli afkomstig uit de Villa Lemmi in Florence, het afgebeelde Venus en de drie Gratiën die geschenken aanbieden aan een jong meisje en Een jonge man wordt geïntroduceerd bij de zeven vrije kunsten. Beide werken werden naast elkaar tentoongesteld bovenaan een trappenhal in het Louvre. Dit zorgde voor een hernieuwde belangstelling in het werk van Botticelli en de beide schilderijen werden vaak gekopieerd door bezoekers, onder wie veel vrouwelijke kunstenaars. De door Goeneutte afgebeelde kopiiste was waarschijnlijk een Engelse. Haar figuur is een reflectie van het jonge meisje op het schilderij van Botticelli.
De groep mannen wordt aangevoerd door schilder en etser Marcellin Desboutin met zijn kenmerkende baret en sjaal, hier opvallend rood. Desboutin was een leermeester van Goeneutte en het schilderij kan dus opgevat worden als een eerbetoon van de leerling aan zijn meester. Goeneutte beeldde ook zichzelf af in de groep mannelijke kunstenaars, net als etser Henri Guérard, schilder Victor Vignon en kunstcritici Roger Marx en Arsène Alexandre.
De mannen zijn afgebeeld in profiel en kijken niet naar het afgebeelde werk van Botticelli, waardoor men kan veronderstellen dat ze het andere fresco bekijken, Een jonge man wordt geïntroduceerd bij de zeven vrije kunsten. Het schilderij van Goeneutte is een inversie van dit schilderij van Botticelli. Waar die laatste een jongeman afbeeldt tegenover een groep van vrouwen (allegorieën van de zeven vrije kunsten), beeldt Goeneutte een jonge vrouw af tegenover een groep mannen.

## Afbeeldingen

Venus en de drie Gratiën die geschenken aanbieden aan een jong meisje
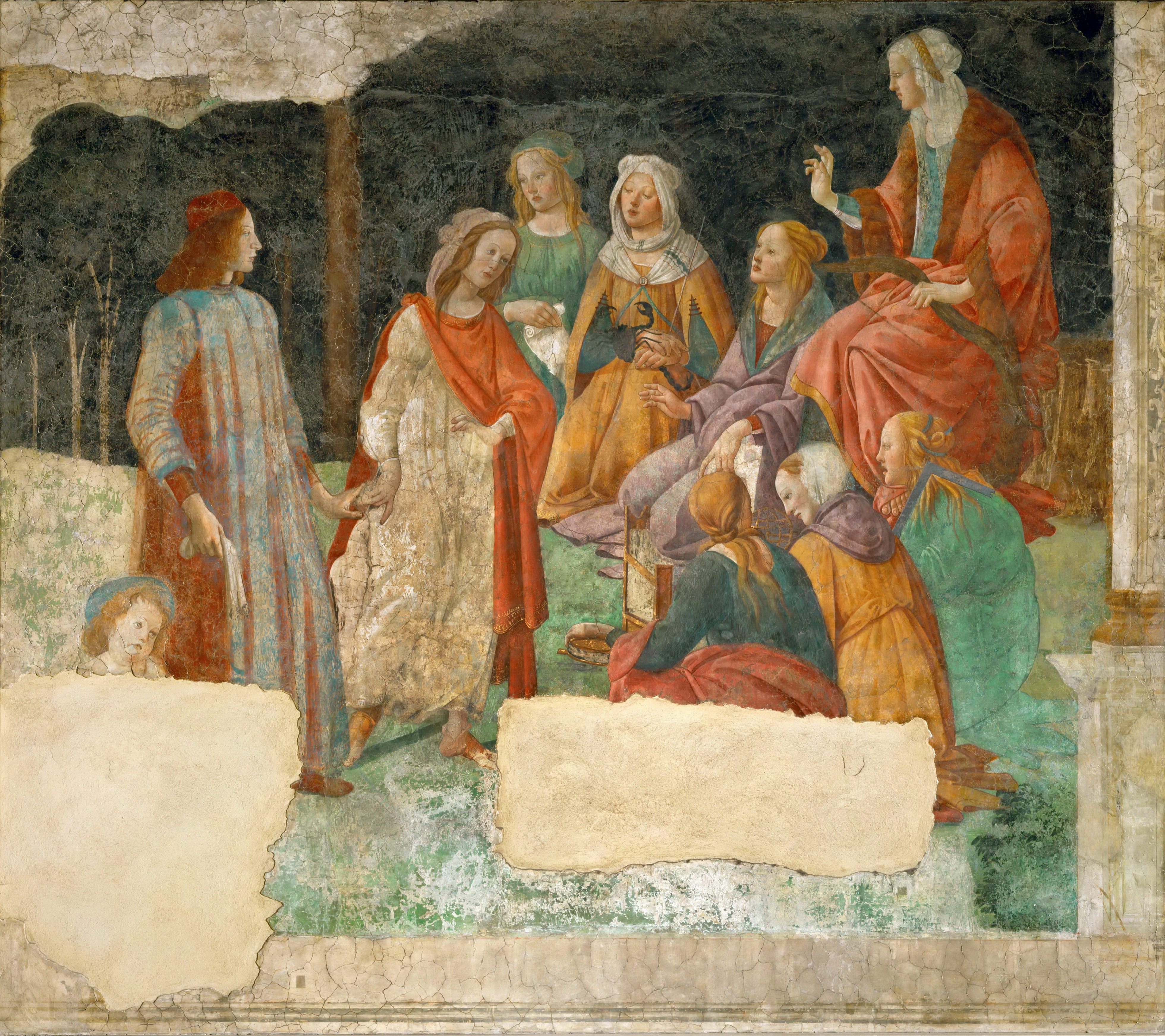
Een jonge man wordt geïntroduceerd bij de zeven vrije kunsten
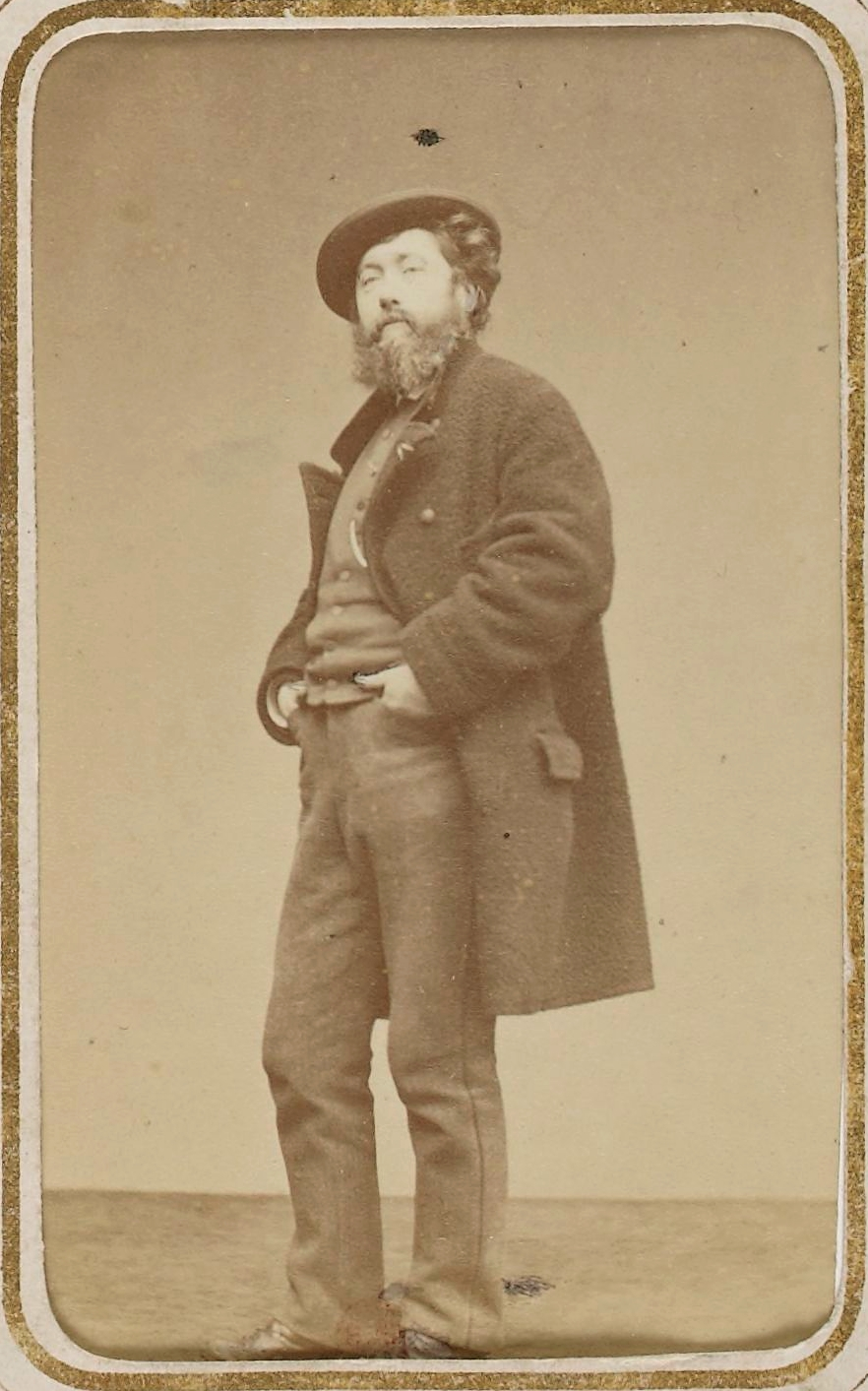
Marcellin Desboutin (circa 1875)